# Route 66 (Zigarettenmarke)
Route 66 war eine Zigarettenmarke des Tabakkonzerns Reemtsma, der 2015 bekannt gab, dass aufgrund einer neuen Tabakgesetzgebung einige Marken aus dem Sortiment gestrichen und wenige in größere Marken des Konzerns überführt werden. Route 66 wurde in die Marke West integriert. Route 66 Original wurde daraufhin West Rot und Route 66 Blau zur West Silver genannt.

Route 66 Zigaretten Blue

Das Sortiment von der Marke Route 66 umfasste in Deutschland 2 Produkte:
- Route 66 Original (10 mg Teer, 0,8 mg Nikotin, 10 mg Kohlenmonoxid)
- Route 66 Blue (6 mg Teer, 0,5 mg Nikotin, 7 mg Kohlenmonoxid)